# Saeculum obscurum
L'expressió saeculum obscurum va ser encunyada per Cesare Baronio als Annales Ecclesiastici per caracteritzar com a fosc i desastrós el període de la història del papat que va des de l'any 888 (quan va fracassar l'autoritat imperial, que va llançar Europa al caos polític) fins al 1046 (és a dir, l'inici de la reforma gregoriana ).

## Característiques del Papat entre els segles IX i XI

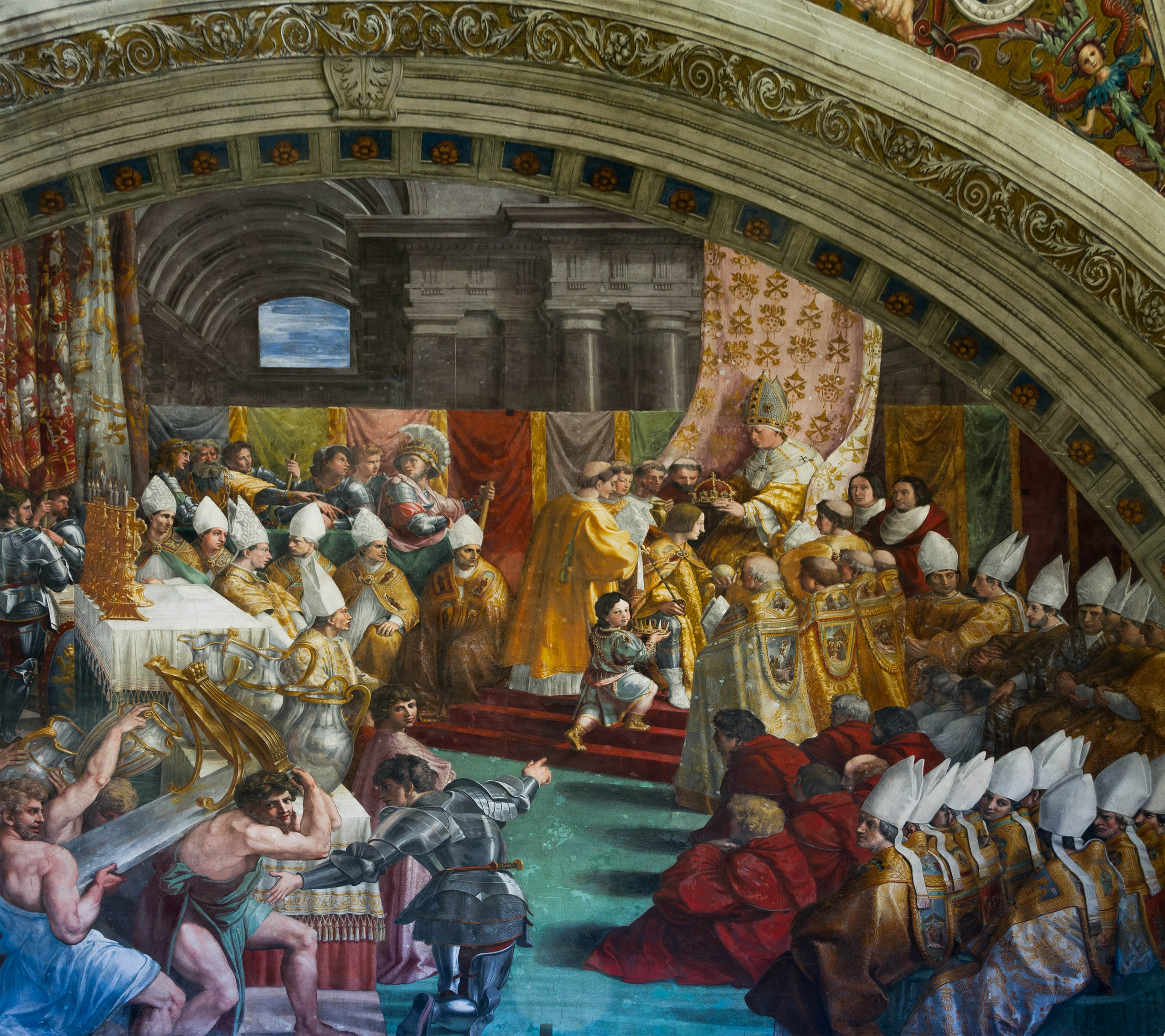
Rafael Sanzio i ajudants, Coronació de Carlemany, 1516-1517, fresc, Sala de l'Incendi al Borgo, Museus Vaticans, Ciutat del Vaticà.

### El paper del Papa després de Carlemany

#### Elspoteri universalii laConstitutum Constantini
Amb la coronació de Carlemany el Nadal de l'any 800 per Lleó III, el papa va assumir un paper extremadament important en els jocs polítics, ja que només el successor de Pere estava legitimat per consagrar els emperadors, líders suprems d'Occident:
| «                       | La qüestió de qui havia de presidir la cerimònia de coronació, i així manifestar l'elecció divina, va romandre oberta. Carles va reclamar aquesta tasca per a la coronació del seu fill Lluís, ignorant al Papa com a mediador en la transmissió del poder imperial. Tres anys més tard, però, Lluís va ser coronat de nou pel Papa. A partir d'aquell moment, la unció i la coronació imperials van romandre durant segles com a prerrogativa del papa. | » |
| — Potestà-Vian , p. 152 | |   |

Amb la coronació de Carles l'any 800 es va crear, doncs, el concepte del poteri universali que tanta influència tindria en els segles vinents, sobretot al segle xi amb la polèmica de les investidures. Des de la perspectiva medieval, els dos poders universals governaven el món i s'autolegitimaven mútuament: el Papa era qui governava el cristianisme per conduir-lo a la salvació eterna i, com a vicari de Crist, consagrava l'emperador, un laic designat per governar el món i garantir-ne l'estabilitat política. És en aquest clima ideològic que es va produir el Constitutum Constantini (més conegut amb el nom de "Donació de Constantí"), però aquest document, segons el qual l'emperador romà Constantí va donar la Pars Occidentalis de l'Imperi al papa Silvestre I, va ser una falsificació creada ad hoc a la scriptoria franca a la primera meitat del segle ix.

### La Crisi de l'Imperi i les "Contradiccions" del bisbe de Roma
Aquesta diarquia dual, tan ben construïda en teoria, era tanmateix susceptible a diversos factors, entre els quals destacava la seguretat militar que oferia l'emperador envers el Papa. Mentre el tron va estar en mans de l'enèrgic Carlemany i l'estructura del mateix Imperi encara era sòlida, el papat va poder gaudir d'una certa autonomia política i protecció de les disputes de la noblesa romana. Quan l'Imperi va entrar en crisi arran de les lluites entre Lluís el Pietós i els seus fills (830) i després es va dissoldre el 888, el tron de Pere es va convertir en presa de les faccions locals, desacreditant així la seva missió espiritual:
| «                         | Les esquerdes íntimes de l'imperi carolingi van sortir a la llum després de la mort de Carlemany. Vam assistir, en l'espai d'uns setanta anys, de dues generacions, a la desintegració d'aquella construcció que imposava per fora, però minada per les debilitats cròniques a l'interior […] l'Imperi es va ensorrar, com a construcció política, és clar, no com a idea, per insuficiències internes dels homes, les institucions, les estructures econòmiques i socials. | » |
| — Sestan-Bosisio , p. 150 | |   |

El que va sorgir globalment dels esdeveniments del papat en aquest període va ser una contradicció clara i estrident entre el caràcter "universal" de la institució, i el "municipi" al qual es reduïa l'episcopat romà, per dues raons principals:
1. El poder de les famílies patrícies romanes (els ducs de Spoleto, els Teofilatto, els Crescenzi, els comtes de Túsculum), que van entendre el papat com un instrumentum regni, reduint el seu àmbit d'actuació polític i pastoral només al Laci[4]
2. El mètode d'elecció del Papa a l'Alta Edat Mitjana, que seguia el mateix mètode d'elecció dels bisbes a l'Església primitiva. Atès que no hi havia un veritable col·legi de cardenals, el papa era elegit pel populus romanus entre les seves diferents classes socials (aristocràcia, clergat, milícia).

| «                       | Tot i que es considerava el centre de l'Església universal, la cúria romana no representava en realitat el centre efectiu de govern de les Esglésies occidentals. L'elecció del papa per part del "clergat i poble romà" va fer que l'elecció respongués a la lògica i alineaments dels ciutadans. | » |
| — Potestà-Vian , p. 170 | |   |

## La casa de Spoleto (888-904)

### Entre els carolingis i els Spoleto
Vegeu també: papa Formós, papa Esteve VI, papa Joan IX i papa Sergi III

### Premisses
El papa Joan VIII (872-882) ja havia demanat el suport de Carles el Calb per a la protecció del Patrimonium Sancti Petri dels sarraïns i dels feudals italians que, aprofitant la decadència de l'Imperi, s'havien fet pràcticament independents i dominaven una Itàlia en estat d'anarquia. Després que l'últim descendent dels carolingis, Carles el Gros, caigués del càrrec imperial , el papat es va trobar completament sense cap suport polític o militar:
| «                               | L'imperi, malgrat la comoditat papal, va acabar reduït a un simple nom; i el papat, al seu torn, mancat de suport imperial vàlid, estava a mercè de l'aristocràcia de la ciutat de Roma | » |
| — Gallina-Merla-Tabac , pàg. 89 | |   |

### Entre Formós i Esteve VI: El sínode del cadàver

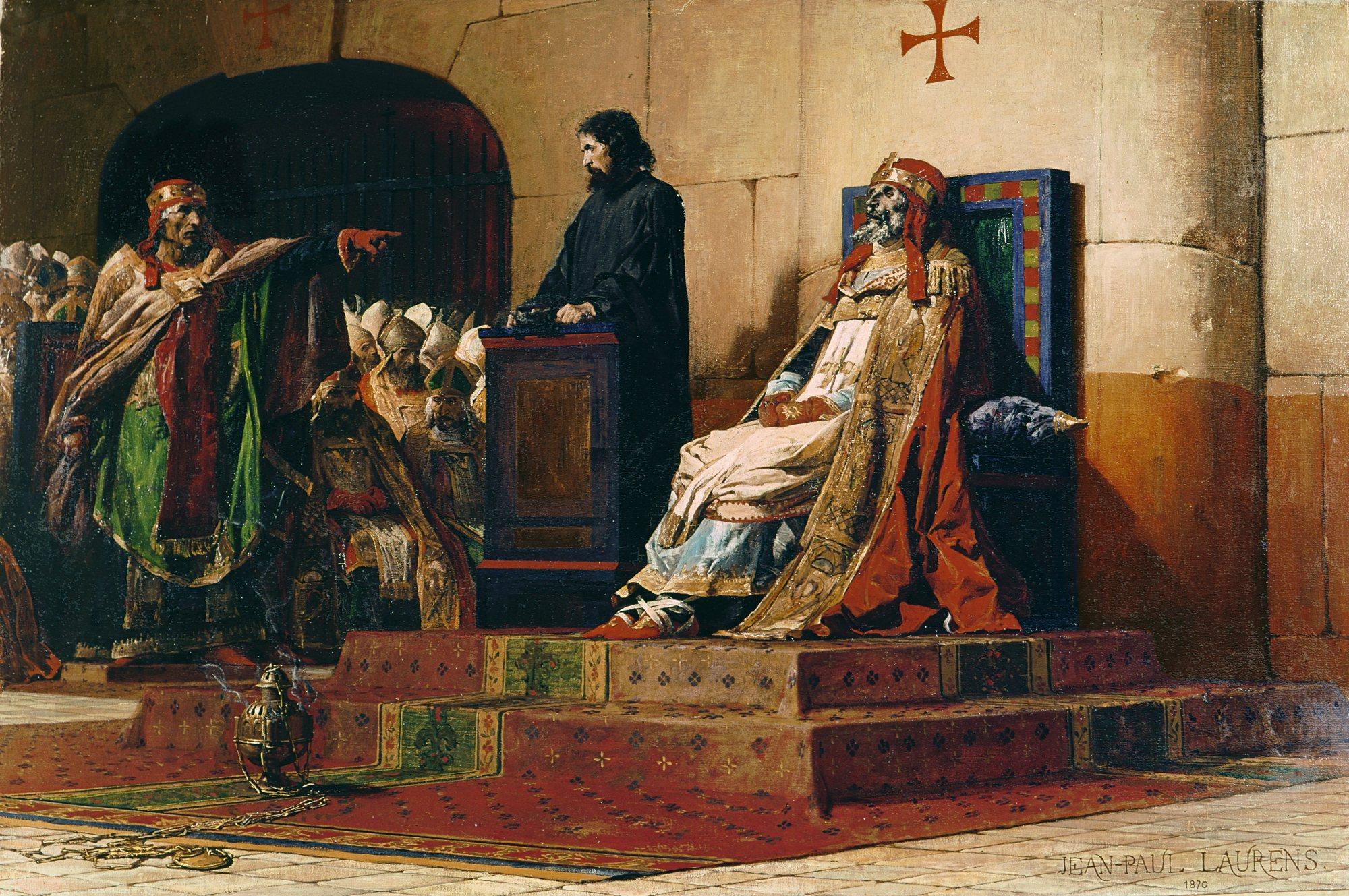
Jean-Paul Laurens, El papa Esteve VI i Formós. El "sínode del cadàver", 1870, Museu de les Belles Arts de Nantes

En va els papes Formós (891-896) i Joan IX (898-900) van intentar trobar el seu camí entre els ombrívols pretendents a la corona imperial (Arnulf de Caríntia) i els intrusius senyors feudals italians (Guiu II de Spoleto i el seu fill Lambert II de Spoleto d'una banda; Berenguer de Friül per l'altra). Formós, implementant una política exterior imprevisible, va cridar Arnulf d'Alemanya en el seu ajut, perquè fos coronat emperador contra Guido i Lamberto da Spoleto, coronat pel papa uns anys abans. Aquesta política ambivalent va ser la causa de l'odi que el partit pro-Spoleto dins la ciutat de Roma albergava cap a un papa que, contravenint les normes canòniques establertes pel Concili de Nicea I (325), abans havia estat bisbe d'una altra seu:
| «                                                                        | A causa de les nombroses revoltes i disturbis que s'estan produint, ha semblat correcte que el costum, arrelat en alguns llocs, contra les normes eclesiàstiques, sigui absolutament suprimit, de manera que ni bisbes ni sacerdots ni diaques es traslladin d'una ciutat a una altra. Però si algú, després d'aquesta disposició del sant i gran concili, fes quelcom semblant, i seguia l'antic costum, el seu trasllat serà certament considerat nul, i haurà de tornar a l'església per la qual fou elegit bisbe, o prevere, o diaca. | » |
| — Concili de Nicea, Canon XV. Del clergat que es mou de ciutat en ciutat | |   |

En morir Formós, l'abril de 896, la facció pro-itàlica es va imposar a Roma, escollint un enemic jurat de Formós, Esteve VI (896-897), el nom del qual està vinculat al macabre i degradant "sínode del cadàver". Lambert i la seva mare Ageltrude pretenien venjar-se de Formós per la traïció "alemanya" i, aprofitant la irregularitat amb què Formós havia estat elegit papa, van obligar el papa Esteve a exhumar el cadàver momificat de Formós i, després d'un judici espectacle celebrat al Laterà el gener de 897, va ser declarat i va ser declarat la seva ordenació eterna. El cos de Formós va ser finalment mutilat i llençat al Tíber, només per ser pescat (segons la llegenda) per un monjo pietós. El relat que ens fa l'historiador alemany Ferdinand Gregorovius és esgarrifós:
| «                            | El cadàver del Papa, arrencat de la tomba on havia reposat durant vuit mesos, va ser vestit amb túnica pontifícia i col·locat en un tron a la sala del Concili […] i el Papa vivent amb una ràbia boja va preguntar al mort: "Per què, home ambiciós, has usurpat la càtedra apostòlica de Roma, tu que ja eres bisbe de Porto?" […] el Sínode va signar el decret de deposició, va dictar sentència de condemna i va decidir que tots aquells que havien rebut l'ordenació de Formós havien de tornar a ser ordenats […] Li van arrencar les vestidures pontifícies, li van tallar els tres dits de la mà dreta amb què els llatins acostumen a beneir, i amb crits bàrbars van llançar el cadàver pel carrer, arrossegant el cadàver i arrossegant el saló. crits de la multitud, va ser llençat al Tíber. | » |
| — Gregorovius , pàg. 275-276 | |   |

### La rehabilitació de Formós i la creixent inestabilitat política
Esteve no va sobreviure durant molt de temps a aquesta obscenitat: l'agost de 897 va ser deposat i estrangulat. En els tres anys següents la facció pro-formós aconseguí recuperar el control de la ciutat, i els papes Teodor II (897) i Joan IX (898-900) rehabilitaren la figura de Formós i Joan, dotat de notables qualitats diplomàtiques, aconseguí restablir bones relacions amb Lambert de Spoleto. La mort de Lambert II (octubre de 898) i l'arribada dels hongaresos del nord (que van derrotar, l'any 899, l'exèrcit de Berenguer de Friül) van trencar les esperances de Joan IX, a més de llançar tota Itàlia en un caos polític total. El seu successor, Benet IV (900-903) va intentar continuar la política del seu predecessor, reconeixent Lluís de Provença com el nou emperador Tanmateix, va cometre l'error d'elevar dos nobles romans, Teofilacte i Crescenti, a càrrecs polítics importants a la ciutat.  Va ser el mateix Teofilacte, de fet, qui va iniciar el període degradant de la "pornocràcia".

## Entre Teofilacte i Marozia: la pornocràcia (904-935)

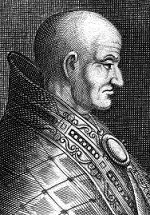
Sergi III

### Sergi III i Teofilacte
Amb la mort de Benet IV, la situació es va precipitar en una anarquia total: Lleó V va ser deposat i, probablement, va ser fet estrangular per Cristòfor. Amb Roma en aquest estat d'anarquia, Sergi III ( 904 - 911 ), el bisbe de Caere, acerbat enemic de Formós i que va ser excomunicat per Joan IX a Ravenna, va prendre el poder a Roma amb un autèntic cop d'estat (gener 904), ajudat en això per Teofilacte, que havia creat a Roma una vasta xarxa de clients. El papat de Sergi, que va rehabilitar totes les decisions del Sínode del cadàver i va posar així a tot el clergat en la incertesa sobre la validesa de la seva ordenació, va marcar l'inici de la influència política de Teofilacte i de les dones de la seva casa: la seva esposa Teodora i, encara més, la seva filla Marozia. De fet, van ser aquestes dues dones les que, amb els seus costums lascius, van marcar la història del papat en les dècades següents: Marozia es va convertir en l'amant de Sergi, de qui va tenir, segons Liutprand de Cremona, el futur papa Joan XI. Quan Sergi va morir el 911, el van succeir Anastasi III (911-913) i Landó (913-914), que van ser autèntics titelles en mans del règim de Teofilacte.

### El "parèntesi" de Joan X (914-928)

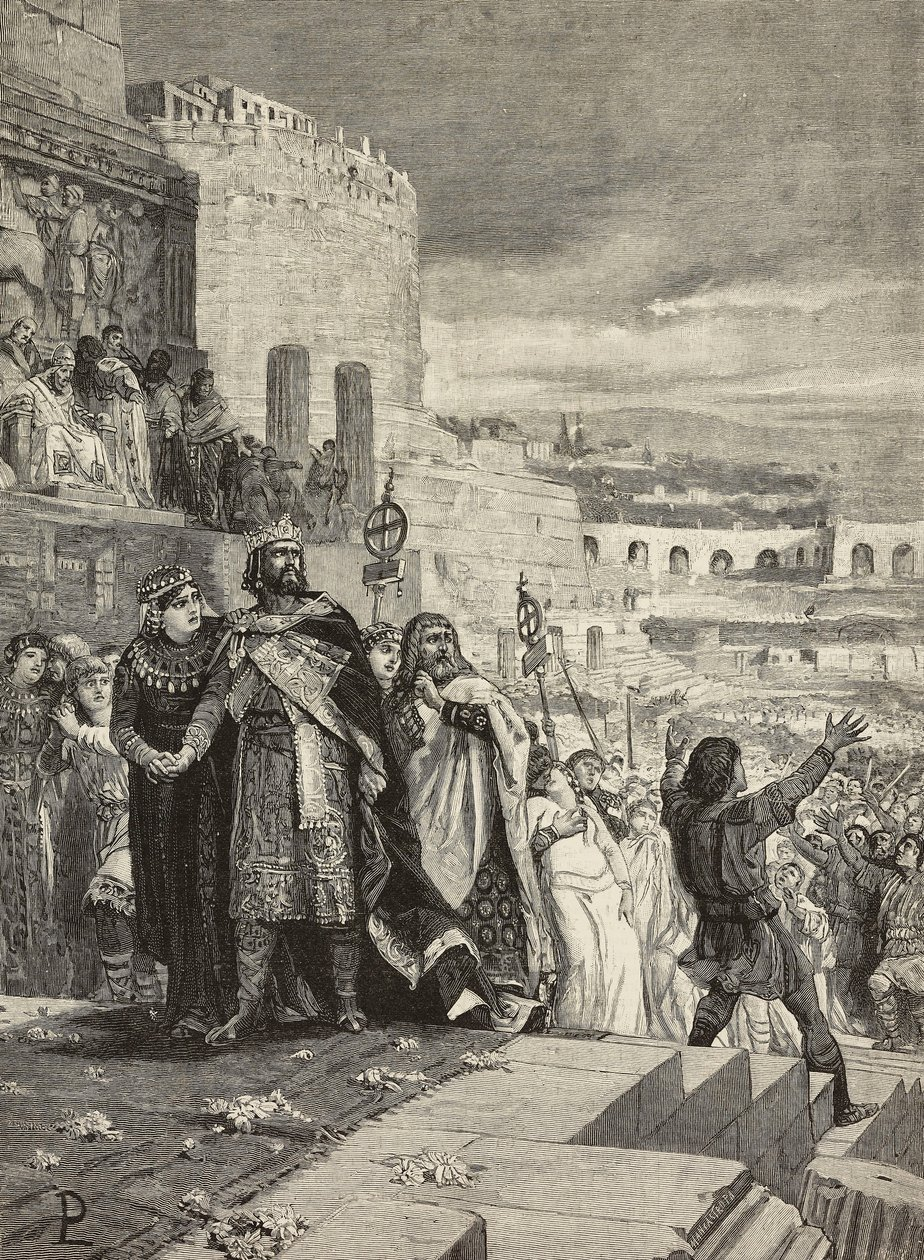
F. Bertolini, Les noces de Marozia i Ugo de Provença, gravat, a La història de Roma

Joan X va ser l'únic pontífex, durant el segle x, a resistir durant catorze anys al poder polític de Teopfilacte i la seva filla Marozia. Tot i que havia estat escollit papa com a amant de Teodora, esposa de Teofilacte, Joan va aconseguir imposar una política temporal autònoma: el 915 va demanar ajuda a Berenguer de Friül, coronant-lo emperador tot i que Lluís de Provença encara era viu; també l'any 915, el Papa es va col·locar al capdavant d'una lliga d'estats italians, succeint on el papa Joan VIII havia fracassat miserablement: l'aniquilació dels sarraïns a la batalla de Garigliano (agost), esdeveniment que celebrava a Joan com a salvador del món cristià de les incursions dels infidels. Aquesta prestigiosa posició va eclipsar el poder de Teofilacte, que va morir el 924.  La recuperació de la família es va deure a la filla de Teofilacte i Teodora, que Marozia amant de Sergi III es va casar més tard amb Alberic I de Spoleto. Viuda, Marozia es va casar l'any 928 amb el poderós senyor feudal Guiu de Toscana, del qual va obtenir les tropes necessàries per neutralitzar l'enèrgic pontífex. Aquest últim, mancat de les forces necessàries, va ser capturat al Laterà i, després de ser deposat, va ser estrangulat al Castell de Sant'Angelo.

### Marozia: delzenitalnadir(928-932)
Marozia, després d'haver eliminat el feixuc Joan X, esdevingué la governant absolut de Roma, tant que es proclamà "patricia et senatrix populi romani". Després de diversos papes "cortesans", el 931 va elevar a la càtedra de Pere el seu fill, molt probablement, per Sergi III: el papa Joan XI (931-936). Amb el seu fill com a papa, Marozia va poder contraure matrimoni (Guiu havia mort, mentrestant) amb el germà del seu difunt marit, Hug de Provença. El matrimoni de la mare, però, va ser molt desagradable pel seu fill d'Alberic I, el jove Alberic II, ja que era hostil a la presència d'un estranger a Roma. Per això el jove, aprofitant una discussió amb el seu padrastre, va desencadenar una revolta del poble romà: Marozia va ser empresonada, Hug amb prou feines va escapar de Roma i Joan XI va ser detingut "a domicili" al Laterà, on va morir l'any 936.

## Alberic II i Joan XII (932-965)

### El domini d'Alberic (932-954)
Del 932 al 954 , el fill de Maròzia, Alberic II, va governar Roma i el papat , assumint l'altíssim títol de princeps et senator omnium Romanorum.  Amb ell va acabar el període de la pornocràcia, ja que ja no hi havia dones que controlessin la vida religiosa i política de la ciutat. Alberic va seguir la política familiar, nomenant com a papes homes de confiança i, des del punt de vista eclesiàstic, de màxima integritat i pietat. Juntament amb aquests papes, Alberic va ser el promotor de la reforma cluniacenca i va promoure la reconstrucció de convents i abadies, també amb l'intent de tenir la major influència possible sobre el sud d'Itàlia. La política d'Alberic, però, va ser més astuta i intel·ligent que la de la seva mare: tot i que tenia el control absolut de la ciutat, no va actuar de manera escandalosa com Marozia. Més aviat, Alberic va utilitzar el papat contra Hug de Provença i va orientar les relacions amb altres estats segons els seus càlculs polítics. L'any 954 Alberic, sentint-se a prop de la mort, es va fer traslladar al Laterà on va obligar els prelats i el poble a elegir pontífex el seu fill Octavi, de disset anys, tan bon punt morí l'aleshores pontífex Agapit II (946-955). Va ser l'intent d'Alberic de reunir el poder temporal amb el poder espiritual en la persona del seu fill. Quan Agapit va morir l'any següent, Octavi, que mentrestant havia rebut una sumària educació eclesiàstica, va pujar al tron papal amb el nom de Joan XII, considerant que el seu nom de príncep poc s'adaptava a l'alta dignitat de la qual va ser investit.

### Joan XII (954-965) i elPrivilegium Othonis

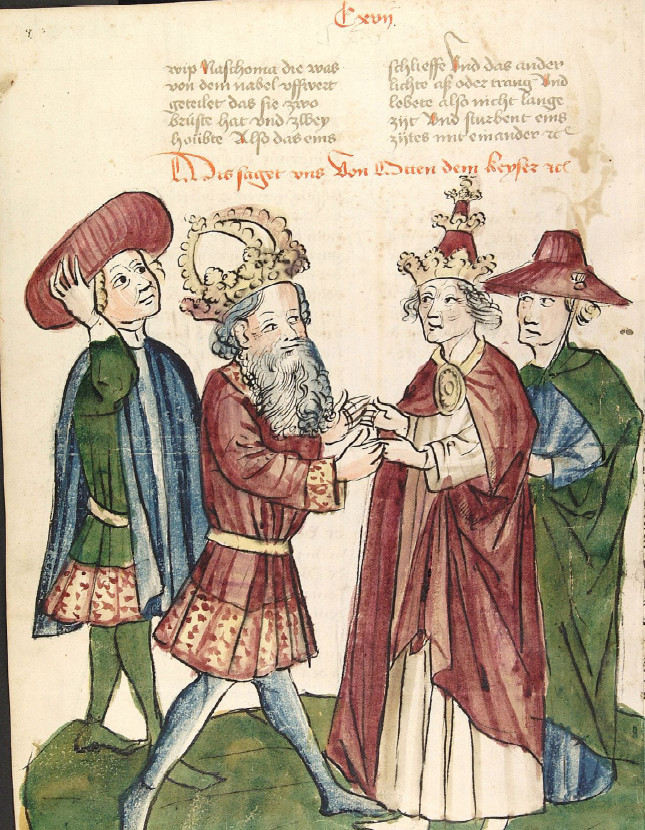
Anònim, Otó I coneix Joan XII, taller de Diebold Lauber, 1450

Octavi, un jove ple de foc i passió, tan dissolut que es compara fins i tot amb Neró, va ascendir al tron papal i no es va demorar a donar escàndol al poble romà i a tot el cristianisme pel seu comportament lasciu i mancat de dignitat religiosa. El 2 de febrer de 962, l'emperador Otó I va ser coronat emperador per Joan XII. Aquí hi va haver un intercanvi de promeses: Otó va prometre al Papa la seguretat i defensa dels territoris i drets de l'Església romana; el Papa i els romans van jurar, després de la coronació, mantenir-se fidels a l'Emperador i no afavorir mai ningú més que aquell que ostentava l'autoritat imperial.
Aquesta aliança entre l'Imperi i el Papat es va materialitzar en l'aprovació del famós Privilegium Ottonianum (o Privilegium Othonis) del 13 de febrer de 962: Otó va reconfirmar a l'Església de Roma les donacions de Pipí i Carlemany i va restablir la supremacia imperial d'acord amb la constitució de Lluís el Pietós del 824 (jurament de fidelitat per part del papa canònicament elegit, abans de la consagració, jurisdicció suprema i control de l'emperador sobre els funcionaris del papa). El Privilegium Othonis va ser, certament, perjudicial per a la llibertat papal: l'elecció d'un candidat al tron papal havia de ser del gust de l'emperador (quasi una mena d'oficial imperial), mentre que sota els carolingis calia esperar el document que fes fe de la canonicitat de l'elecció.
Després de la marxa d'Otó , Joan XII , incomplint la seva promesa, es va aliar amb Berenguer, el seu fill Adalbert i altres enemics de l'emperador. Com que va rebre males notícies sobre la conducta del Papa, Otó va tornar a Roma el 963. Va fer jurar als romans que en el futur no elegirien cap papa sense el seu consentiment o el del seu fill i en un sínode a Sant Pere va fer judici sobre Joan XII. El 4 de desembre de 963 va ser deposat després de greus acusacions. Després d'haver tornat de Còrsega gràcies al suport de la seva família, Joan va expulsar el papa "proimperial" Lleó VIII. Va regnar poc temps: de fet va ser assassinat, segons Liutprand de Cremona, pel dimoni; més aviat, cal pensar en el marit d'una de les amants de Joan.

## Els Crescenzi, parèntesi ottonià, segona fase dels Crescenzi (965-1012)
Després de la mort i deposició de Joan XII (965), el domini dels teofilactes sobre Roma va començar a decaure en favor dels Crescenzi, família que s'havia emparentat amb els teofilactes gràcies al matrimoni de Joan Crescenzi amb Teodora II, germana de Marozia. Aquests, després d'haver imposat el seu fill Joan XIII i altres papes de la seva facció, van haver de declinar temporalment el seu lideratge durant el pontificat del jove Gregori V (996-999) i del docte Silvestre II (999-1003), tots dos exponents vinculats al molt jove emperador Otó III, amb la intenció de restaurar a Roma, captut mundi al seu antic esplendor de capital de la cristiandat. El pla de Silvestre II i Otó III semblava haver trobat una solució després de la decapitació de Giovanni Crescenzi, però després de la mort prematura d'Otó III i Silvestre II el 1003, el poder de la família Crescenzi va tornar al poder en el fill homònim del noble romà decapitat.

## Els comtes de Tusculum (1012-1046)

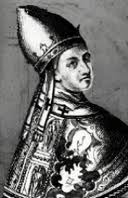
Anònim, Benet IX, litografia, abans de 1923. Considerat com un dels pitjors pontífexs de la història de l'Església, Benet IX va ocupar la seu apostòlica tres vegades per violència i intriga.

Amb la mort de Sergi IV (1012), els Crescenzi van intentar fer valer les seves posicions eligint el seu propi candidat,  Gregori VI, que va ser tanmateix ràpidament derrotat per les armes de Gregori dels comtes de Túsculum, els quals van imposar al seu fill Teofilacte, que va prendre el nom de Benet VIII. Aquesta família, enemics jurats dels Crescenzi, descendia dels Teofilacte a través d'una filla d'Alberic II, una tal Marozia (II), i va ser el mateix Gregori qui va afegir el nom de Tuscolanum en virtut d'algunes de les seves possessions en aquella regió.
El papa Benet VIII (1012-1024), malgrat la manera com va ser elegit, va demostrar ser un excel·lent pontífex. A més de demostrar que era un polític hàbil, Benet es va dedicar a defensar l'honor i la moral del clergat (va lluitar amargament contra el nicolaisme i la simonia), tant que va treballar amb Enric II d'Alemanya perquè les decisions papals es traduïssin també en lleis estatals. Però el seu germà Joan XIX (1024-1032) i el seu nebot Benet IX (1032-1045; 1045; 1047-1048) van frustrar les intencions evangèliques del seu predecessor, els primers intentant vendre la primacia petrina al patriarca de Constantinoble, els assassinats ordenats des del papat, i la infàmia per la seva conducta immoral, molt semblant a la de Joan XII. Només la intervenció d'Enric III, el nou emperador alemany animat per una forta voluntat de reforma, va aconseguir posar fi a l'estat d'anarquia en què s'estenia la seu romana: el 20 de desembre de 1046 va convocar un concili a Sutri , on va deposar els tres papes pretendents, posant fi a l'excés de poder de l'autor espiritual i no recolzat políticament l'autoritat espiritual de l'esperit romana. promovent el que seria la Reforma del segle XI.